# Championnat d'Espagne féminin de football 2019-2020
Navigation
Édition précédente Édition suivante
La saison 2019-2020 du Championnat d'Espagne féminin de football (Primera División Femenina) est la trente-deuxième saison du championnat. Le Club Atlético de Madrid qui a remporté les trois dernières éditions défend son titre.

## Organisation
La compétition est disputée par 16 équipes qui s'affrontent chacune deux fois (un match sur le terrain de chaque équipe) selon un ordre préalablement établi par tirage au sort.
Les équipes marquent des points en fonction de leurs résultats: 3 points par match gagné, 1 pour un match nul et 0 pour les défaites. Le club qui accumule le plus de points à la fin du championnat est proclamé champion d'Espagne et obtient une place dans la Ligue des champions féminine pour la saison suivante. Le deuxième du classement, grâce au classement de l'Espagne dans cette compétition, se qualifie aussi pour l'épreuve continentale.
De plus, les huit meilleures équipes à la fin du championnat se qualifient pour la Coupe de la Reine. 
Les deux derniers classés sont relégués en deuxième division.

## Participantes
| Pos. | Reléguées en deuxième division |
| ---- | ------------------------------ |
| 15e  | Málaga Club de Fútbol          |
| 16e  | Fundación Albacete Balompié    |

| Pos. | Promues en première division |
| ---- | ---------------------------- |
| 1re  | Deportivo Abanca             |
| 2e   | Club Deportivo Tacón         |

| Club                                         | Ville               | Stade                                    | Capacité | Classement 2018-2019 |
| -------------------------------------------- | ------------------- | ---------------------------------------- | -------- | -------------------- |
| Club Atlético de Madrid                      | Madrid              | Cerro del Espino                         | 3 376    | 1re                  |
| FC Barcelone                                 | Barcelone           | Ciudad Deportiva Joan Gamper             | 950      | 2e                   |
| Levante Unión Deportiva                      | Valence             | El Terrer                                | 900      | 3e                   |
| Unión Deportiva Granadilla Tenerife Sur      | Granadilla de Abona | La Hoya del Pozo                         | 1 500    | 4e                   |
| Athletic Bilbao                              | Bilbao              | Instalaciones de Lezama                  | 1 500    | 5e                   |
| Betis Séville                                | Séville             | Ciudad Deportiva Luis del Sol            | 3 500    | 6e                   |
| Real Sociedad                                | Saint-Sébastien     | Instalaciones de Zubieta                 | 2 500    | 7e                   |
| Espanyol de Barcelone                        | Barcelone           | Ciutat Esportiva Dani Jarque             | 1 520    | 8e                   |
| Valencia Club de Fútbol Femenino             | Valence             | Estadio Municipal Antonio Puchades       | 3 000    | 9e                   |
| Club Deportivo Escuelas de Fútbol de Logroño | Logroño             | Estadio Las Gaunas                       | 16 000   | 10e                  |
| Sevilla Fútbol Club                          | Séville             | Ciudad Deportiva Ramón Cisneros Palacios | 7 500    | 11e                  |
| Rayo Vallecano                               | Madrid              | Ciudad Deportiva Rayo Vallecano          | 2 500    | 12e                  |
| Madrid Club de Fútbol Femenino               | Madrid              | Estadio Municipal Matapiñonera           | 3 000    | 13e                  |
| Sporting Club de Huelva                      | Huelva              | Campos Federativos de La Orden           | 800      | 14e                  |
| Deportivo Abanca                             | La Corogne          | Ciudad Deportiva de Abegondo             | 1 430    | D2                   |
| Club Deportivo Tacón                         | Madrid              | Ciudad Real Madrid                       | 8 000    | D2                   |

## Déroulement de la saison
Le 25 juin 2019, le Real Madrid annonce le rachat du CD TACON, club fraichement promu en première division et changement de son nom en Real Madrid Club de Fútbol Femenino. L’accord est toutefois soumis à l’approbation de ses partenaires à l’assemblée du mois de septembre, il entrera donc en vigueur à compter de la saison 2020-21. Au cours de la saison 2019-20 la première équipe du CD TACON s'entraînera et disputera ses matchs à Ciudad Real Madrid, dans le cadre d'une collaboration transitoire entre les deux clubs. cette collaboration avec le Real Madrid donne au club une toute nouvelle puissance économique qui se traduit par le recrutement de joueuses stars comme Kosovare Asllani,Sofia Jakobsson.
Le 6 mai 2020, la Fédération espagnole de football annonce l'arrêt définitif du championnat suspendu depuis la 21e journée en mars en raison de la pandémie de Covid-19. Les relégations sont annulées et le FC Barcelone est sacré champion. Le championnat sera étendu à 18 équipes pour la saison suivante.

## Compétition

### Classement
| Rang | Équipe                    | Pts | J  | G  | N | P  | Bp | Bc | Diff |
| ---- | ------------------------- | --- | -- | -- | - | -- | -- | -- | ---- |
| 1    | FC Barcelone C            | 59  | 21 | 19 | 2 | 0  | 86 | 6  | +80  |
| 2    | Club Atlético de Madrid T | 50  | 21 | 15 | 5 | 1  | 43 | 17 | +26  |
| 3    | Levante UD                | 45  | 21 | 14 | 3 | 4  | 40 | 21 | +19  |
| 4    | Deportivo Abanca P        | 37  | 21 | 11 | 4 | 6  | 46 | 38 | +8   |
| 5    | Athletic Bilbao           | 35  | 21 | 10 | 5 | 6  | 30 | 23 | +7   |
| 6    | Real Sociedad             | 33  | 21 | 9  | 6 | 6  | 33 | 26 | +7   |
| 7    | EDF Logroño               | 29  | 21 | 8  | 5 | 8  | 31 | 41 | -10  |
| 8    | Rayo Vallecano            | 28  | 21 | 7  | 7 | 7  | 24 | 33 | -9   |
| 9    | UD Granadilla             | 24  | 21 | 6  | 6 | 9  | 24 | 35 | -11  |
| 10   | CD Tacón P                | 23  | 21 | 6  | 5 | 10 | 33 | 48 | -15  |
| 11   | Séville FC                | 22  | 21 | 6  | 4 | 11 | 25 | 33 | -8   |
| 12   | Real Betis                | 20  | 21 | 4  | 8 | 9  | 25 | 33 | -8   |
| 13   | Madrid CFF                | 19  | 21 | 5  | 4 | 12 | 22 | 45 | -23  |
| 14   | SC Huelva                 | 18  | 21 | 5  | 3 | 13 | 13 | 36 | -23  |
| 15   | Valencia CF Femenino      | 17  | 21 | 3  | 8 | 10 | 21 | 28 | -7   |
| 16   | Espanyol de Barcelone     | 5   | 21 | 0  | 5 | 16 | 13 | 46 | -33  |

| Légende : Qualifications et relégations | Légende : Qualifications et relégations                                       |
| --------------------------------------- | ----------------------------------------------------------------------------- |
|                                         | Ligue des champions féminine de l'UEFA 2020-2021                              |
|                                         | T : Tenant du titre P : Promu C : Vainqueur de la Coupe de la Reine 2019-2020 |

### Résultats
| Résultats (▼dom., ►ext.)                                   | ABA | ATM | BET | BLB | BAR | ESP | GRA | HUE | LEV | LOG | MAD | RAY | RSD | SEV | TAC | VAL |
| Deportivo Abanca                                           |     | .   | .   | .   | .   | 3-1 | 1-1 | .   | .   | .   | .   | .   | .   | .   | .   | .   |
| Atlético de Madrid                                         | .   |     | .   | .   | .   | .   | .   | .   | .   | 2-0 | .   | .   | .   | 3-0 | .   | .   |
| Betis Séville                                              | 3-4 | .   |     | .   | .   | .   | .   | .   | .   | .   | .   | .   | .   | .   | .   | 1-0 |
| Athletic Bilbao                                            | 0-2 | .   | .   |     | .   | .   | .   | .   | .   | .   | 3-0 | .   | .   | .   | .   | .   |
| FC Barcelone                                               | .   | 6-1 | .   | .   |     | .   | .   | .   | .   | .   | .   | .   | .   | .   | 9-1 | .   |
| RCD Español                                                | .   | .   | .   | .   | .   |     | .   | .   | .   | .   | .   | .   | 0-1 | .   | .   | 0-3 |
| Granadilla                                                 | .   | .   | .   | .   | .   | .   |     | .   | 0-1 | 1-1 | .   | .   | .   | .   | .   | .   |
| SC Huelva                                                  | .   | 0-1 | .   | .   | .   | .   | .   |     | .   | .   | .   | .   | .   | 1-0 | .   | .   |
| Levante UD                                                 | .   | .   | .   | 2-0 | .   | .   | .   | .   |     | .   | .   | 0-1 | .   | .   | .   | .   |
| EDF Logroño                                                | .   | .   | .   | .   | .   | .   | .   | .   | .   |     | .   | 4-1 | .   | .   | 5-1 | .   |
| Madrid CFF                                                 | .   | .   | 1-0 | .   | .   | 2-1 | .   | .   | .   | .   |     | .   | .   | .   | .   | .   |
| Rayo Vallecano                                             | .   | .   | .   | .   | 1-1 | .   | .   | 1-0 | .   | .   | .   |     | .   | .   | .   | .   |
| Real Sociedad                                              | .   | .   | 2-0 | .   | .   | .   | .   | .   | 0-0 | .   | .   | .   |     | .   | .   | .   |
| Séville FC                                                 | .   | .   | .   | .   | 0-2 | .   | 3-0 | .   | .   | .   | .   | .   | .   |     | .   | .   |
| Club Deportivo TACON                                       | .   | .   | .   | .   | .   | .   | .   | 3-0 | .   | .   | 1-2 | .   | .   | .   |     | .   |
| Valence CFF                                                | .   | .   | .   | 2-0 | .   | .   | .   | .   | .   | .   | .   | .   | 2-2 | .   | .   |     |
| - Victoire à domicile - Match nul - Victoire à l'extérieur |     |     |     |     |     |     |     |     |     |     |     |     |     |     |     |     |

## Bilan de la saison
| Championnat d'Espagne féminin de football 2019-2020 |                         |
| Champion                                            | FC Barcelone (5e titre) |
| Dauphin                                             | Club Atlético de Madrid |
| Coupes et trophées                                  |                         |
| Vainqueur de la Coupe d'Espagne 2019-2020           | FC Barcelone            |
| Qualifications continentales                        |                         |
| Ligue des champions féminine de l'UEFA 2020-2021    | FC Barcelone            |
| Ligue des champions féminine de l'UEFA 2020-2021    | Club Atlético de Madrid |
| Promotions et relégations                           |                         |
| Promus en Primera División                          | SD Eibar                |
| Promus en Primera División                          | Santa Teresa CD         |
| Relégués en Segunda División                        | Aucune relégation       |